# Sven Lager
Sven Lager (* 26. März 1965 in München; † 19. April 2021 in Berlin) war ein deutscher Schriftsteller, der auch zur Popliteratur gerechnet wird.

## Leben
Sven Lager war der Sohn einer schwedischen Kunstlehrerin und eines deutschen Malers und wuchs in Karlsruhe und in der Nähe von Freiburg auf. Er verbrachte ein Jahr als Au-pair in Paris und studierte Germanistik und Geschichte in Berlin. Er begann als Kino- und Buchkritiker für Radio 100, das erste freie Radio Berlins, gestaltete Kultur- und Musiksendungen und brach sein Studium nach zwei Jahren ab. Er arbeitete auch als Vorführer, Schweißer und Bildhauer und lernte 1992 auf seiner ersten und einzigen Ausstellung Elke Naters kennen. Beide gründeten eine Familie, begannen zu schreiben und initiierten 1999 den virtuellen Salon ampool.de, in dem Künstler und Autoren ungefiltert und unzensiert veröffentlichen und aufeinander Bezug nehmen konnten, als das Bloggen gerade erst begann.
2000 erschien sein erster Roman Phosphor, der von der Irrfahrt und Liebe eines jungen Mannes in Berlin erzählt. Von 2000 bis 2002 lebte Lager mit seiner Frau in Bangkok. In dieser Zeit erschien Im Gras, der vom Tod einer geliebten Freundin erzählt und den Erzähler wie Proust ans Bett gefesselt lässt, die Erinnerung geschärft durchs Fieber. Für zwei Jahre kehrte die Familie zurück nach Berlin, wo Durst, Hunger Müde entstand, das den schönen Wahnsinn mit Kindern beschreibt.
2004 zog Sven Lager mit Familie nach Hermanus in Südafrika, wo die Kinder eingeschult wurden und der Roman Mein Sommer als Wal entstand, die ungewöhnliche und fast unmögliche Liebesgeschichte eines deutschen Freiwilligen und eines Xhosamädchens. In Südafrika schrieb Sven Lager mit Elke Naters Was wir von der Liebe verstehen und die Gebrauchsanweisung für Südafrika. Hier entstanden auch verschiedene Radiofeatures für den WDR: Niemandsland ist eine Satire auf die Auswanderungsdokus, die überall im Fernsehen zu sehen waren, Schwarzer Humor stellt das neue Südafrika durch seine Stand-up-Komiker vor. In Südafrika fand Lager auch zum Christlichen Glauben und gründete mit seiner Frau auch das Sharehaus in Hermanus.
Ab Anfang 2014 lebte Sven Lager wieder mit Familie in Berlin, schrieb weiterhin Bücher und für Zeitungen und Magazine, arbeitete an Sendungen fürs Radio, leitete das Sharehausprojekt und gründete mit seiner Frau den Crowdfundingverlag derVerlag.net.
Er war Gründer des Sharehouse Refugio in Berlin und Entwickler der Idee des Sharehouses zusammen mit seiner Frau Elke Naters.
Sven Lager starb im April 2021 im Alter von 56 Jahren an den Folgen einer Krebserkrankung.

## Werke
- The Buch. Leben am pool (als Hrsg., mit Elke Naters). Kiepenheuer & Witsch, Köln 2001, ISBN 3-462-02993-2.
- Phosphor. Roman. Kiepenheuer & Witsch, Köln 2000, ISBN 3-462-02906-1.
- Im Gras. Roman. Kiepenheuer & Witsch, Köln 2002, ISBN 3-462-03094-9.
- Durst – Hunger – müde. Lagebericht aus der Kampfzone Kinderzimmer. Kiepenheuer & Witsch, Köln 2004; dtv, München 2006, ISBN 3-423-20949-6.
- Mein Sommer als Wal. Eine südafrikanische Geschichte. Kiepenheuer und Witsch, Köln 2007, ISBN 978-3-462-03783-8.
- Was wir von der Liebe verstehen (mit Elke Naters). btb, München 2008, ISBN 978-3-442-75212-6.
- Gebrauchsanweisung für Südafrika (mit Elke Naters). Piper, München 2010, ISBN 978-3-492-27580-4.
- Es muss im Leben mehr als Alles geben! (mit Elke Naters). Adeo, Aßlar 2013, ISBN 978-3-942208-02-4.
- Jeder Mensch will ankommen. Erfahrungsberichte und Anregungen für die Arbeit mit Geflüchteten (mit Gerold Vorländer). Brunnen Verlag, Gießen 2017, ISBN 978-3-7655-2076-1.